# Corallistes elegantior
Corallistes elegantior är en svampdjursart som beskrevs av Schmidt 1870. Corallistes elegantior ingår i släktet Corallistes och familjen Corallistidae. Inga underarter finns listade i Catalogue of Life.